# Казендорф
Казендорф (нім. Kasendorf) — громада в Німеччині, розташована в землі Баварія. Підпорядковується адміністративному округу Верхня Франконія. Входить до складу району Кульмбах. Центр об'єднання громад Казендорф.
Площа — 39,01 км2. Населення становить 2439 ос. (станом на 31 грудня 2020).

## Галерея

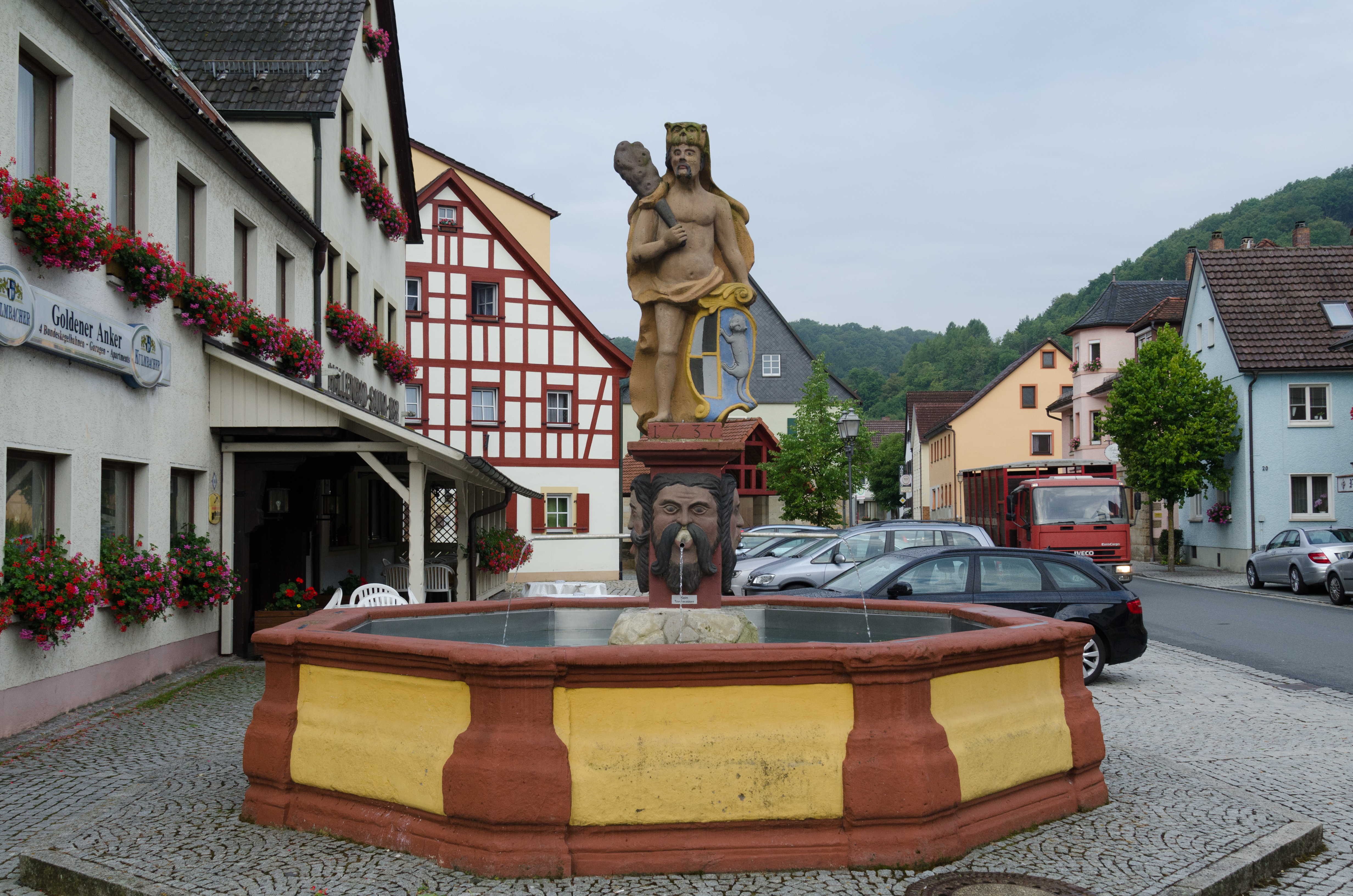